# 深海 (森七菜の曲)
『深海』（しんかい）は、日本の女優で歌手の森七菜の3作目の配信限定シングルである。YOASOBIのコンポーザーAyaseのプロデュースにより、2021年8月20日にSony Musicから配信された。

## 概要
前作「スマイル -WINTER MIX-」から7ヶ月ぶりとなる配信限定シングル。
離れている遠い場所にいる大切な人への気持ち、健康で平穏な日々を過ごして欲しい願望。しかし、今すぐにして欲しいことを叶えることは出来なく、ただ自分にはお願いすることしか出来ない。そのような焦れったさや息の詰まる思いを深海に例えた、思いやりのあるミディアムバラードとなっている。
Ayaseとのミーティングの中で、森が現在、表現したい想いを伝え、それを元に書き下ろした楽曲である。

## 収録曲
| 全作詞・作曲・編曲: Ayase。 |          |       |            |      |
| #                           | タイトル | 作詞  | 作曲・編曲 | 時間 |
| 1.                          | 「深海」 | Ayase | Ayase      | 3:51 |

## ミュージック・ビデオ
監督：Kyotaro Hayashi / 制作：Flip-book Inc.
見慣れた景色の美しくささやかな風景を切り取り、森の多彩な表情を見れる映像となっている。映像の画面サイズはスタンダードサイズ（ブラウン管サイズ）を用いている。

## 関連配信
- 『森七菜「深海」リリース記念配信イベント』（2021年8月31日、森七菜 Music Official Channel・森七菜公式Instagram・TOKYO FM「SCHOOL OF LOCK!」LINE公式アカウント）[6][注 1]